# Hai mai avuto paura?
Hai mai avuto paura? è un film del 2023 scritto e diretto da Ambra Principato.

## Trama
Un villaggio dell'Italia centrale, nel XIX secolo.
Giacomo è un giovane poeta aristocratico dedito allo studio e profondamente infelice, anche a causa di una famiglia oppressiva che pretende molto da lui in quanto figlio maggiore, nonostante la sua salute sia cagionevole. La cittadina in cui Giacomo vive viene colpita da una misteriosa bestia che, agendo nelle notti di luna piena, divora i capi di bestiame e inizia ad attaccare anche le persone. Ciò dà molto spazio a Scajaccia, uno zingaro che si pone come alternativa al fervente cattolicesimo della zona e propone le sue tradizioni pagane per scacciare la bestia. La convinta religiosità della madre, la contessa Adele, che arriva perfino ad autoflagellarsi con costanza per punirsi dei suoi stessi peccati, e il pensiero laico e razionale del padre, il conte Gustavo, fanno sì che la famiglia di Giacomo non veda di buon occhio questo personaggio.
Anche le eventuali curiosità dei componenti della famiglia sull'argomento vengono scoraggiate. Ciò non fa che insospettire ancora di più il piccolo Orazio, fratello minore di Giacomo, che inizia a svolgere delle ricerche in casa e, soprattutto, in biblioteca, giungendo a inquietanti scoperte. Contestualmente, il ragazzino inizia a fare dei sogni in cui lui e Giacomo vagano di notte e vengono aggrediti da un lupo. Nel frattempo Giacomo si invaghisce di Silvia, una popolana con cui può avere pochissimi contatti a causa del classismo e delle preoccupazioni della sua famiglia, e che quindi si avvicina sempre di più a un altro popolano, Tano. Quest'ultimo cade presto vittima della bestia: il suo cadavere non viene seppellito secondo le credenze cristiane ma seguendo i dettami di Scajaccia, che riesce ad aizzare ancora di più il popolo contro la bestia.
La gente del villaggio inizia a fare delle battute di caccia notturne per braccare la bestia, fallendo. Silvia, seppur scettica e in aperto contrasto con Scajaccia, decide di ascoltare le parole dello zingaro e di andare a raccogliere dei fiori che dovrebbero essere letali per la bestia: finisce per essere uccisa dalla creatura nonostante abbia un grosso mazzo di fiori in mano. Quest'ennesima morte scoraggia l'intero villaggio che volta nuovamente le spalle a Scajaccia per riabbracciare la fede cristiana. Alla vigilia di una nuova notte di luna piena, il conte Gustavo decide di barricare l'intera famiglia e la servitù in casa. Purtroppo questo espediente non li tiene al sicuro dalla misteriosa creatura, che inizia a ucciderli uno alla volta. Alla fine Giacomo e Orazio sono gli unici sopravvissuti. Il maggiore decide di nascondersi col fratello all'interno di un mobile. Tuttavia, proprio il piccolo Orazio si rivela essere la sanguinaria creatura, finendo così per uccidere anche Giacomo.

## Produzione
Il film è stato girato a Corciano, in provincia di Perugia. Il film traspone in parte il romanzo di Michele Mari Io venìa pien d'angoscia a rimirarti, a sua volta ispirato alla storia di Giacomo Leopardi e della sua famiglia.

## Distribuzione
Il film è stato distribuito nelle sale cinematografiche italiane a partire dal 27 luglio 2023.

## Accoglienza

### Critica
Paola Casella di MYmovies.it assegna 3,5 stelle su 5 al film definendolo "un horror coraggioso e creativo con una dimensione arthouse mescolata a una fantasy". Marco Bolsi di Sentieri Selvaggi assegna 3,5 stelle su 5 al film, affermando: "Si gioca di sottrazione, di accenni, di sfumature praticamente impercettibili all’occhio dello spettatore, che però ci sono e agiscono sul nostro inconscio portandoci, alla fine, a prendere atto di qualcosa che forse sotto sotto già sapevamo". Davide Pulici di Nocturno assegna 4 stelle su 5 al film, affermando: "Hai mai avuto paura? non ha, del resto, il proprio barincentro in un whodunit, non mira alla quadratura del cerchio, alimentandosi, invece, del sentimento evocato dal titolo, che va crescendo a misura che Orazio procede tra le svolte del labirinto, tra i fatti sanguinari che si moltiplicano all’esterno e le tenebre domestiche."